# Die Stewardessen Academy
Die Stewardessen Academy ist eine US-amerikanische Filmkomödie aus dem Jahr 1986.

## Handlung
Die beiden besten Freunde Philo Henderson und George Bunkle scheitern in ihrem Traum, Piloten zu werden. Also nehmen sie sich vor, zumindest Stewards zu werden und studieren fortan an der renommiertesten Stewardessenschule des Landes, der Weidermeyer Academy. Allerdings treffen der unbekümmerte Frauenschwarm und sein kurzsichtiger Freund dort auf chaotische Mitschüler, unqualifiziertes Lehrpersonal und eine militante Ausbilderin mit sadistischen Neigungen. Das schweißt die Gruppe umso mehr zusammen, die zum abschließenden Test ihre Fähigkeiten in der heruntergekommenen Fluggesellschaft Stromboli Airlines beweisen müssen.
Sie werden auf einen Langstreckenflug eingesetzt. Nachdem sie blinde Passagiere entdecken, will ein Verrückter auch noch das Flugzeug in die Luft sprengen. Unglücklicherweise sind die Piloten vergast, sodass das Flugzeug in Absturzgefahr schwebt. Aber da sind ja noch die beiden verhinderten Piloten Philo und George, die alle retten können.

## Kritik
„Eine Ansammlung von einschlägigen Witzblattfiguren im Mittelpunkt einer von zahllosen Geschmacklosigkeiten geprägten Klamotte.“

## Hintergrund
Der Film startete am 29. August 1986 in den USA und spielte über 130´000 US-Dollar ein. In Deutschland erschien er am 17. November 1987 direkt auf VHS.